# Всемирный день хлеба
Всемирный день хлеба (англ. World Bread Day) — международный праздник, отмечаемый ежегодно 16 октября. Его цель — подчеркнуть значение хлеба как основного продукта питания, а также распространить знания о его культурной и питательной ценности.

## История
16 октября 1945 г. была учреждена Продовольственная и сельскохозяйственная организация ООН (FAO), чей девиз — «Fiat panis» (лат. да будет хлеб). Основной задачей организации является борьба с голодом, а также обсуждение и согласовывние политических решений в области продовольственной безопасности.
В 1950 году Международный день хлеба был провозлашён Генеральной Ассамблеей ООН. Датой празднования был назначен день учреждения FAO — 16 октября.
В 1979 году, почти через три десятилетия, во время проведения конференции Организации Объединенных Наций было оглашено ходатайство Международного союза пекарей и кондитеров (Union Internationale de la Boulangerie et de la Confiserie — UIBC) об объявлении 16 октября Всемирным днем хлеба. Хотя эта дата была уже установлена, в 2006 году ООН, всё-таки, повторно утвердила праздник, изменив название.

## Цели праздника
- Повышение осведомлённости о важности хлеба в рационе человека.
- Популяризация традиций хлебопечения.
- Поддержка местных производителей и ремесленных пекарей.
- Обмен знаниями о хлебных культурах разных стран.

## Мероприятия
В этот день проводятся:
- Образовательные кампании и семинары.
- Выставки хлебобулочных изделий.
- Благотворительные акции по раздаче хлеба нуждающимся.
- Онлайн-инициативы, такие как публикация фотографий домашнего хлеба с хэштегом #WorldBreadDay.